# Calophasia volmeri
Calophasia volmeri är en fjärilsart som beskrevs av Erich Martin Hering 1930. Calophasia volmeri ingår i släktet Calophasia och familjen nattflyn. Inga underarter finns listade i Catalogue of Life.